# Jah on Slide
Jah on Slide est un groupe de ska français formé en 1998 en Île-de-France autour du claviériste Jérôme Lanvin. De 1999 à 2004 ils sortent quatre albums, tournent en Europe et font une tournée au Japon en 2007. À la fin de l'année 2008 ils font une pause. Après leur pause de 4 ans, ils commencent à composer et enregistrer à partir de 2012, et finalement c'est en 2014 que sort leur cinquième album. Ils reprennent donc les tournées en 2014.

## Carrière

### Fondation du groupe
Le groupe Jah on Slide a été impulsé par Jérôme Lanvin. Après avoir participé activement à la scène ska des années 1990, entre Skarface, les Éjectés et Goldfinger et après deux productions en solo, J.Lanvin s'est rapproché d'anciens membres de Skarface et Goldfinger, Frédéric Lazard (guitariste) et Hugues Lazard (batteur) pour constituer ce qui allait devenir le noyau dur de Jah on Slide. Après quelques répétitions, et des morceaux composés par J.Lanvin, un set list se met rapidement en place et un projet de premier album est imaginé. À cette époque c'est Guillaume Ambrosio qui est à la basse, Ricard Gaëtan à la trompette et Jean François Gosse au trombone (ancien membre de Goldfinger). L'un des premiers concerts aura lieu grâce à une invitation des Western Special dans la banlieue de Reims et la première date du groupe sur Paris se déroulera en juin 1999 à la Camilienne à la suite de l'invitation des Los Tres Puntos. C'est la veille de ce jour de juin 1999, que le groupe aura en sa possession son premier album Skannibale Street enregistré quelques mois plus tôt à Saint-Ouen au studio le Local. Cet album sera distribué par Tripsichord grâce à Richard Mazza (ancien membre de Skarface et de Goldfinger). Ce sera donc le début de l'aventure pour Jah on Slide.

### Le début des années 2000
À partir de 1999, le groupe se produit sur scène en France et à l'étranger, en partageant la scène avec des artistes comme Desmond Dekker, The Selecter, The Skatalites, The Gladiators, Bad Manners - avec qui ils feront une tournée - Tokyo Ska Paradise Orchestra  - pour leur seule date en France et cela grâce à J.P. Boutellier -, Sharon Jones, The Toasters, Stubborn All-Stars, mais aussi des groupes français issus de la même mouvance qu'eux. On les verra sur scène avec les Jim Murple Memorial, les 8°6 Crew, Les 100 Grammes de Têtes, Babylon Circus, Le Pélican Frisé. Ce sont les Jah on Slide lors de leurs sorties d'albums Danger and Pressure (2002) qui inviteront pour la première fois à jouer à Paris le groupe Two Tone Club au New Morning et deux ans plus tard lors de la sortie de leur album Parole de Rude boy (2004) au Nouveau Casino ils feront de même en invitant The Moon Invaders.
Entre 2000 et 2004, le groupe réalise trois albums, tous différents avec des line up évoluant à chaque productions et en ayant des approches variés entre ska, rocksteady, ska revival et 2 tone. Cependant, on reconnaît la patte musicale de Jah on Slide sur chaque album oscillant avec des références British et parfois pop. Leurs fans et le public reconnaissent aussi la réussite et l'efficacité de leurs reprises (covers). La plus connue et la plus appréciée reste sans doute le thème extrait de la série anglaise The Persuaders connue en français sous le nom d'Amicalement vôtre, même si d'autres covers ont aussi fait aussi fortes impressions comme la reprise de Kraftwerk Radioactivity, et de The Cure Boys Don't Cry.
Entre 1999 et 2007, le groupe a effectué environ 400 concerts à travers la France, l'Allemagne, la Suisse, les Pays-Bas, l'Italie, la République tchèque, la Slovaquie et une tournée au Japon en 2007.

### La pause et le retour
Après avoir joué un peu partout aux 4 coins de l'Europe, notamment sur des lieux importants comme au Festival Les Voix du Gaou (Six fours), L'Européen (Paris), Le Glazart (Paris), le festival antifasciste (Genêve), le Festival pour un autre monde à Bologne (Italie), le Hodokvas Festival (Slovaquie), le Mighty Sounds Festival (République Tchèque), et le Festival Art Sonic (Briouze) , fin 2008, le groupe ne joue plus et ce n'est qu'à partir de 2012 que J. Lanvin, F. Lazard et H. Lazard décident de travailler à nouveau sans savoir où cela allait les amener. Petit à petit, des morceaux se dessinent dans la tête de J. Lanvin et que F. Lazard agrémente d'arrangements. Pendant deux années, les deux compères vont travailler sur ce qui deviendra l'album d'un retour non programmé. C'est en 2014, pour les 15 ans du groupe que ce nouvel album sort. Ce nouvel album Never Knocked Out est très apprécié par les critiques et les fans. Des premiers concerts sont programmés et l'accueil du public est assez exceptionnel. Le groupe est retenu par The Specials pour faire leur première partie à Paris au Bataclan.

### Les invités et les albums
Dans le dernier album Never Knocked Out on retrouve des guest que Jah on Slide aime inviter sur ses différents albums. Une habitude qu'ils ne perdent pas. Dans cet album il y a différents featuring dont celui du fameux Dr Ring Ding, mais aussi la voix chaleureuse d'Audrey Rudy Cat et Le Donz - qui a déjà fait des apparitions sur l'album précédent et sur plusieurs dates du groupe vers 2004 - mais aussi Rachid Casta, Nicolas Puisais et Daniel Brettinger.
Si on revient au premier album, c'est dans cet album que Christelle des Western Special chante sur le titre Man in the ghetto, puis Arnaud sur le titre La Belle. Lors du second album Tranquille pastaga et rouflaquettes il y a d'autres invités Xav du groupe Madjik à la guitare sur le titre Slide Thème, Christophe Bataille sur la reprise du thème d'Amicalement vôtre, Philly de la Ruda Salska au saxophone Baryton sur le titre Soulskaspeech - hymne dédié au José Bové de l'époque et sur Slide thème, un guest qui a causé d'ailleurs quelques incompréhensions entre les membres de la Ruda Salska et les Jah on Slide. Cet album avait été enregistré au Bourget et mixé au studio Marcadet à la plaine Saint Denis par Jean Marc de la Vallée pendant plusieurs nuits.
L'album Danger and Pressure a été enregistré au Studio Cayenne par Albert Milauchian à Ivry sur Seine c'est le seul album où le groupe n'a pas eu de guest. L'artwork de l'album avait été très remarqué par son rappel à la culture British que le groupe Jah on Slide affectionne tant.
En ce qui concerne l'album Parole de rude boy les prises et le mixage ont été faits au studio Le Labo à Crépy-en-Valois par Olivier Pot. On y trouve plusieurs guest comme l'incontournable Bucket de The Toasters NYC sur le titre It's a big boy now, Le Donz sur Please Please Please, et la reprise Boys Don't Cry et Linton Black des Two Tone Club sur le titre Je veux le même loi.

## Discographie
- 1999 - Skannibale Street - Autoprod / Tripsichord - Version CD.
- 2000 - Tranquille Pastaga et rouflaquettes - Big 8 Records / Tripsichord - Version CD.
- 2002 - Danger and Pressure - Big 8 records / Tripsichord - Version CD.
- 2004 - Parole de Rude boy - Big 8 records / Productions spéciales - Version CD.
- 2014 - Never Knocked out - Autoprod - Version CD et LP.

## Compilations
- Magic Ska trad vol 1 (Tripsichord)
- Frenchy Reggae (Wagram)
- Que skalor (Prod. Spéciales)
- Que skalor 2 (Prod. Spéciales)
- 2001 Dub Odyssey (BIg 8 records)
- Dub in France (Prod. Spéciales)
- Dub in France vol 2 (Prod. Spéciales)
- Frenchy et Reggae Party 3 (Small Axe)
- Madness tribute 35th Anniversary (Big 8 records)
- La Tribu bouffe du Gotainer (Skalopards Anonymes)
- La pépinière (Transistor 77)
- Kongpilation (Banana juice)

## Musiciens

### Line up actuel
- Jérôme Lanvin : claviers, chant et trombone ;
- Frédéric Lazard : guitare et chant ;
- Hugues Lazard : batterie ;
- Cyrille Guibert : basse ;
- Fabrice Allain : guitare ;
- Matthias Martin : saxophone ténor et chant.
- Hugo Lanvin guitare solo

### Musiciens ayant participé à un ou plusieurs albums
- Gaëtan Ricard (rrompette, trombone et chœur)
- Stéphane Montigny (trombone)
- Jean-François Gosse (trombone)
- Delphine Lanvin (saxophone ténor/ chœur)
- Guillaume Ambrosio (basse)
- Sébastien Ain (trombone)
- Lecluze Julien (saxophone ténor/saxophone baryton)
- Daniel Brettinger (basse)
- Jérémie Arranger (contrebasse)

### Musiciens "Guest"
- Dr Ring Ding (chant et

toast)
- Kevork Kerkacharian (saxophone ténor)
- Rachid Casta (chant)
- Le Donz (chant)
- Audrey Rudy Cat (chant)
- Sébastien Lepic (trompette)
- Nicolas Puisais (rrompette)
- Xavier Combs (guitare)
- Christophe Bataille (piano)
- Dr Jau (basse)
- Antonio Iglesias (batterie)
- Hugues (trombone)
- Véronique (xhant)
- Joséphine (flûte traversière)